# Emeryk
Emeryk, Amalaryk, Amalryk – imię męskie pochodzenia germańskiego. Wywodzi się ze starogermańskiego imienia Amalaryk, oznaczającego „władca Amalów” (Amalowie według gockiej legendy to ród królewski pochodzenia boskiego). Człon amal może także oznaczać „gorliwy” lub „dzielny, aktywny”. Emeryk może wywodzić się również z saksońskiego Emmerich, oznaczającego „zawsze bogaty”.
Imię to jest znane w Polsce od XIV w., zapisywane m.in. w formach: (Ajmeryk), Amrych, Embrych (Embryk), Emrych (Hamrych), Hembrych (Hemeryk), Hymrych, Imbrych (Imbrzech), Imrych (Jambrych), Jamrych, Jenrych (także od Henryka). W XIX w. było dość modne.
Emeryk imieniny obchodzi 4 listopada.
Żeński odpowiednik: Emeryka

## Odpowiedniki w różnych językach
- Emmerich (jęz. niemiecki)
- Imre (jęz. węgierski)
- Amerigo (jęz. włoski).
- Émeric (jęz. francuski)

## Znane osoby noszące imię Emeryk
- Święty Emeryk, królewicz (1007?–1031) – syn Stefana I, króla węgierskiego
- Amalryk I – król jerozolimski
- Amalryk z Bène – francuski ksiądz, filozof i teolog
- Amerigo Vespucci – geograf, jako pierwszy opisał nowo odkryty ląd
- Amalryk II de Lusignan – król jerozolimski
- Emeryk Arpadowicz – król Węgier
- Amalryk z Montfort – francuski możnowładca, uczestnik krucjaty przeciwko katarom
- Emeryk Derencsényi – ban Dalmacji, Chorwacji i Slawonii
- Imre Hera – węgierski szachista, arcymistrz od roku 2007
- Imre Harangi – węgierski bokser, mistrz olimpijski
- Emeryk Hutten-Czapski – kolekcjoner, numizmatyk, uczony
- Emeryk August Hutten-Czapski – hrabia, polski polityk, dyplomata i wojskowy, baliw polskiej prowincji Zakonu Maltańskiego
- Emeric Jenei – rumuński piłkarz i trener piłkarski węgierskiego pochodzenia
- Imre Kálmán – węgierski kompozytor operetkowy
- Imre Kertész – węgierski pisarz żydowskiego pochodzenia, noblista
- Imre Lakatos – węgierski filozof matematyki i nauki
- Imrich „Imi” Lichtenfeld – twórca izraelskiego systemu walki Krav maga
- Imre Madách – węgierski dramaturg
- Imre Makovecz – architekt węgierski
- Imre Nagy – komunistyczny polityk węgierski, premier Węgier podczas rewolucji węgierskiej 1956
- Imre Németh – węgierski lekkoatleta, młociarz, mistrz olimpijski, rekordzista świata
- Emerich Polák – czeski chirurg
- Imre Pozsonyi – węgierski piłkarz i trener
- Imre Schlosser – węgierski piłkarz
- Imre Szabics – węgierski piłkarz
- Imre Thököly – węgierski polityk, przywódca powstania antyhabsburskiego, książę Siedmiogrodu
- Emeryk Zápolya – palatyn Węgier